# St. Maria (Ainhofen)

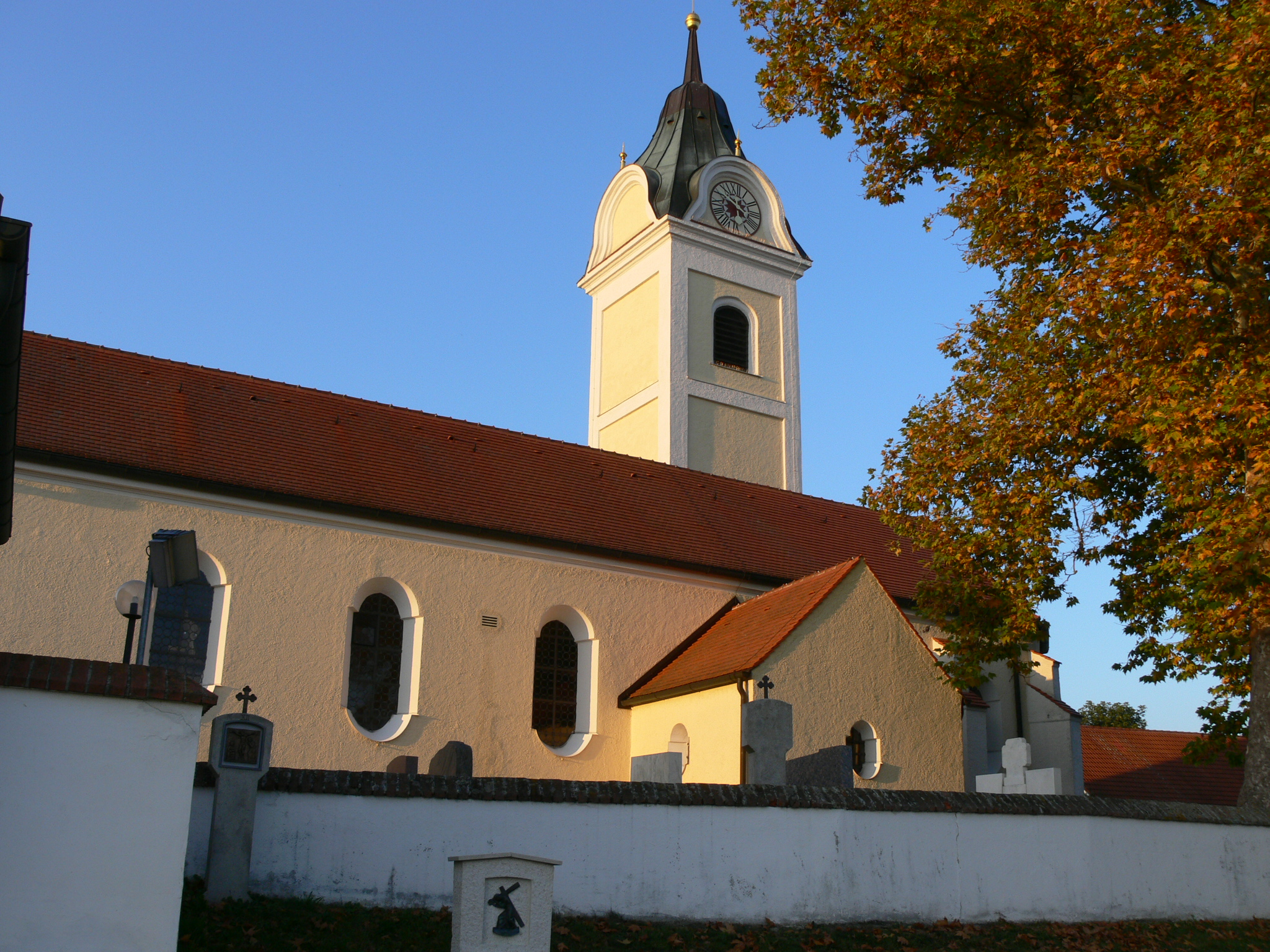
Kirche St. Maria in Ainhofen

Die katholische Filial- und Wallfahrtskirche St. Maria in Ainhofen, einem Gemeindeteil von Markt Indersdorf im oberbayerischen Landkreis Dachau. Sie ist im Kern ein romanischer Bau. Sie birgt eine Maria lactans aus dem Jahr 1130, die als wundertätig verehrt wird. Die Kirche an der Bürgermeister-Hefele-Straße 13, inmitten des Friedhofs, ist ein geschütztes Baudenkmal.

## Geschichte de Wallfahrt

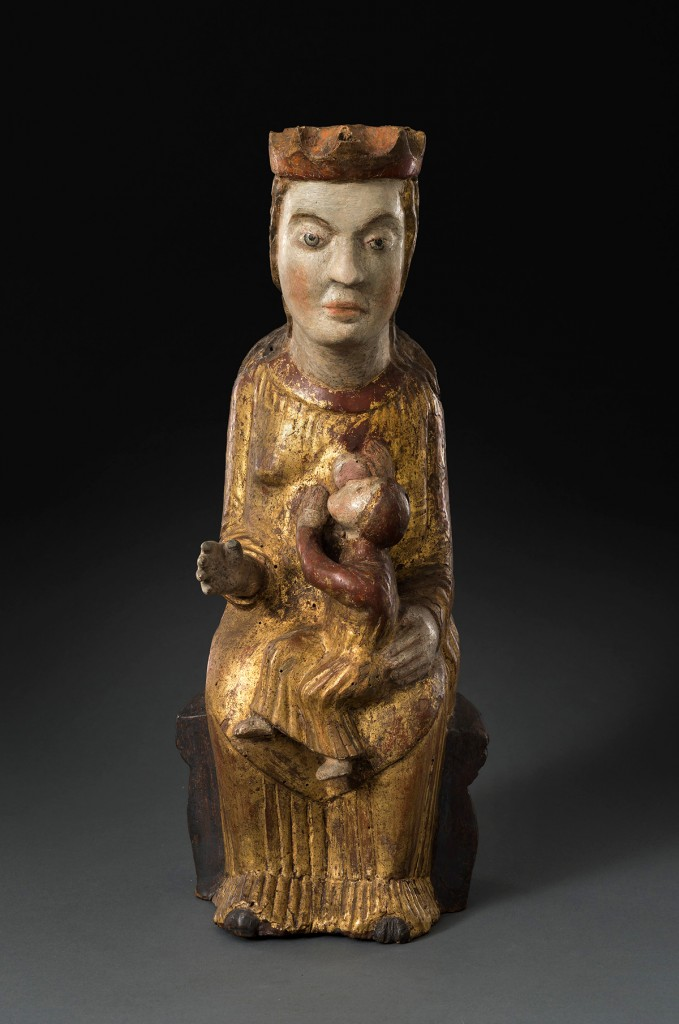
Gnadenbild von St. Maria, um 1120

Ainhofen ist seit über 500 Jahren Wallfahrtsort, der auf ein Wunder des Jahres 1519 beziehen soll. Höhepunkt der Marienwallfahrt war um das Jahr 1700. Ziel der Wallfahrt ist die romanische Figur einer stillenden Madonna aus Lindenholz. Die 39 cm hohe Skulptur wurde 1130 aus Weidenholz geschnitzt. Sie gilt als älteste Marienfigur im mitteleuropäischen Raum. Über mehrere Jahrhunderte stand die Skulptur in der Klosterkirche Indersdorf, bevor sie um 1500 nach Ainhofen kam. 2019 feierte die Ainhofener Wallfahrt 500-jähriges Bestehen.

## Baugeschichte
Zwei verschiedene Urkunden des Klosters Indersdorf nennen als Gründungsjahr 1229.
Im nördlichen Winkel erhebt sich ein quadratischer Turm mit geschwungener Haube zwischen halbrunden Giebeln. Es ist ein Saalbau mit eingezogenem, dreiseitig geschlossenem Chor; dieser vermutlich um 1300 erweitert, ab 1668 verlängert und die Sakristei vom Turm verlegt.
Ab 1717 erfolgte eine größere Umgestaltung des Kirchenbaus aufgrund der Zunahme der Wallfahrt. Dadurch erhielt sie die barocke Form und die barocke Ausstattung, die heute noch zu sehen ist. Es wurde eine Friedhofsmauer errichtet mit anderen Bauteilen, sowie das Portal erneuert und der Kanzelaufgang. Der Hochaltar in seiner heutigen Gestalt wurde i.J. 1732 geschaffen. Der jetzige zwiebelartige Turmabschluss stammt aus dem Jahr 1764 und löste das vorherige alte Satteldach ab. Die Rahmenstuckdecke und die Fresken stammen aus dem Umkreis von Johann Anton Gumpp, der als Hofmaler am kurfürstlichen Hof unter Kurfürst Max Emanuel in München tätig war.

## Ausstattung

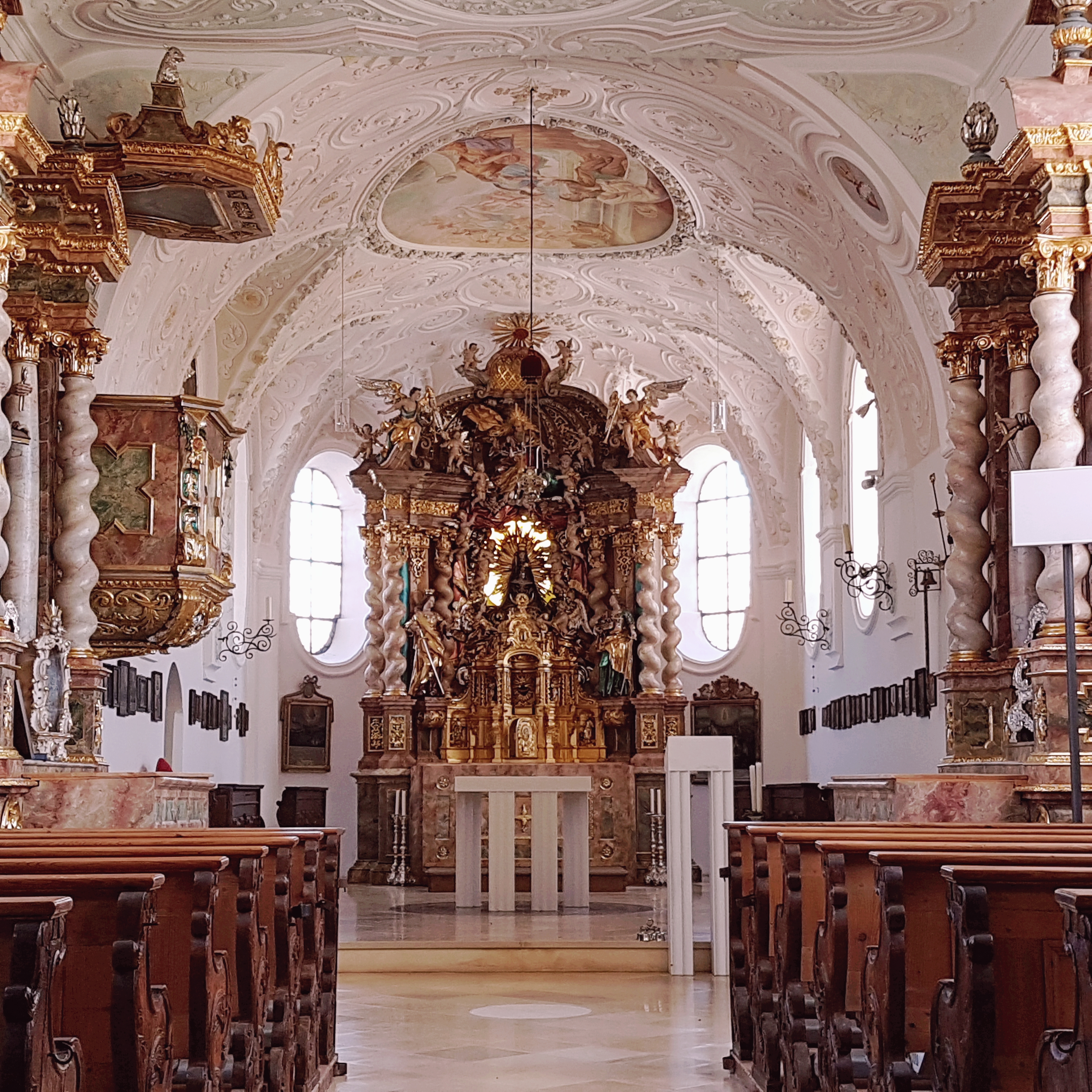
Innenraum

Von der Ausstattung ist der aufwändige Hochaltar von 1732 mit Schnitzfiguren der Heiligen Barbara und Dorothea mit 17 Engeln und drei Puttenköpfen erwähnenswert. Er besitzt als Gnadenbild eine kleine Muttergottesfigur aus dem 12. Jahrhundert (um 1120), die später in einen barocken Altar mit Strahlenkranz eingepasst wurde. Es ist das älteste Gnadenbild aus der Diözese Freising und war ursprünglich die Gründungsfigur des Klosters Indersdorf. Die Maria lactans – eine Darstellung der Muttergottes mit dem säugenden Kind – ist ein Typus der Mariendarstellungen und war im Mittelalter beliebt. Vorchristliche Parallelen hierzu finden sich in der Ägyptischen Kunst (Göttin Isis mit dem Horusknaben), wobei die Figur das Mutter-Sohn Verhältnis betont und gleichzeitig auf die Göttlichkeit des Knaben verweist. Im Laufe der Zeit jedoch galt diese Art der Mariendarstellung als anstößig, und so wurde die Kultfigur an die benachbarte Dorfkirche Ainhofen abgegeben, nicht ohne die Figur etwas zu verändern, indem die Brustseite abgeflacht wurde. Sie erfuhr ab 1700 im Zuge der Volksfrömmigkeit eine besondere Verehrung.
Das Kreuz mit der Darstellung einer Mater Dolorosa (Schmerzensmutter) stammt aus dem Jahre 1718. Das Andachtsbild mit dem gegeißelten Heiland aus dem 17. Jahrhundert. Die zahlreichen Votivtafeln gehen auf die Zeit bis um 1650 zurück und sind ein Zeichen für die rege Wallfahrt, die bis zur Mitte des 18. Jahrhunderts andauerte. Die Kanzel und die Seitenaltäre mit dem heiligen Nikolaus – eine Statue aus der Zeit um 1500 – stammen von den Umbauten der Jahre 1719/20. Die vierzehn Tafeln zum Gedenken des Kreuzweges sind von 1795.